# Кариджет, Алоис
Алоис Кариджет (нем. Alois Carigiet, 30 августа 1902 — 1 августа 1985) — швейцарский художник и иллюстратор книг, первый лауреат премии Х. К. Андерсена для иллюстраторов детских книг, театральный сценограф и художник по костюмам, писатель.

## Биография

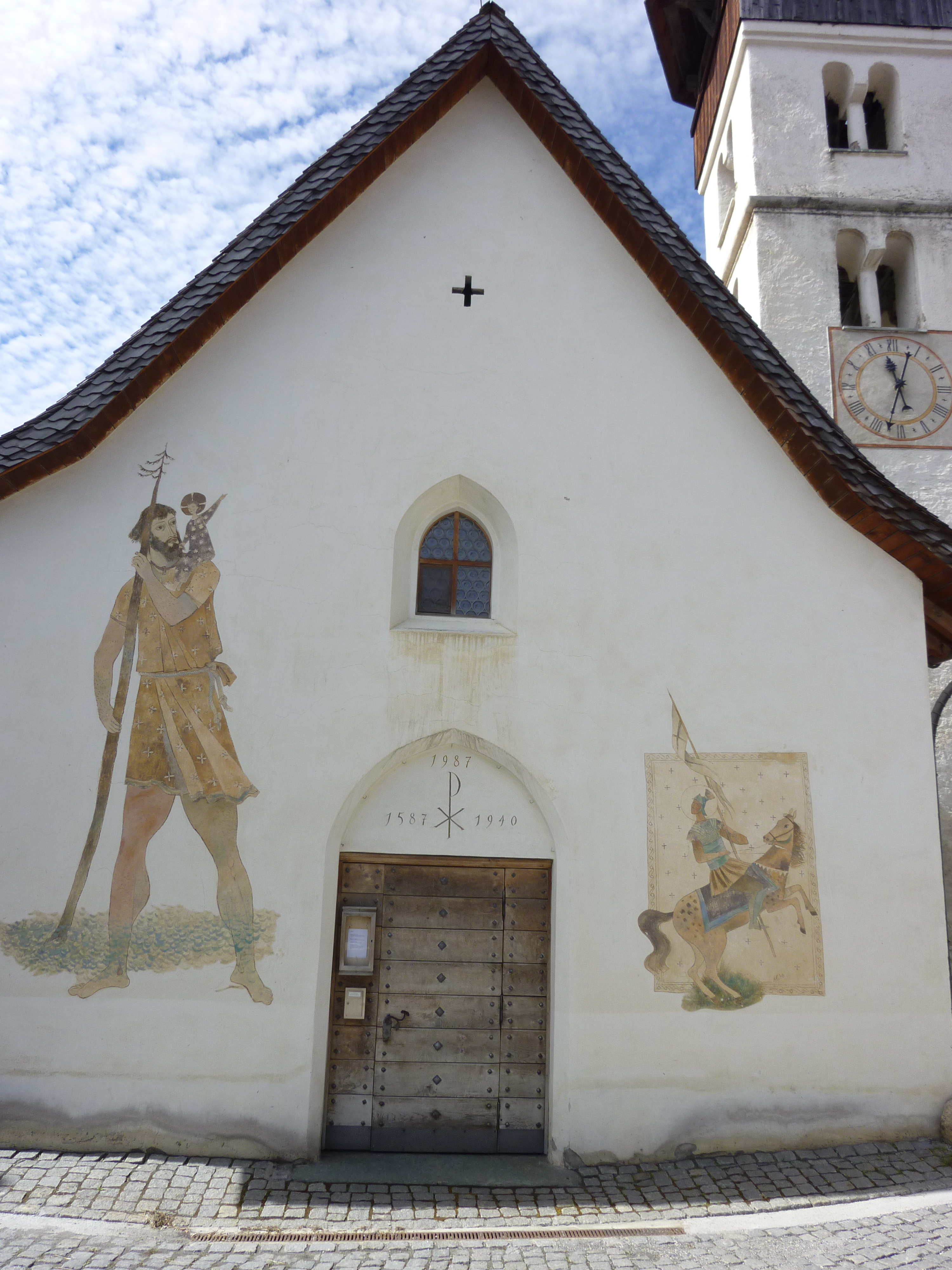
Изображения Святого Христофора и Святого Маврикия на стене католической церкви в швейцарской коммуне Велла, выполненные Кариджетом в 1940 году

Алоис Кариджет был седьмым из одиннадцати детей Алоиса Кариджета и Барбары Марии Кариджет, урожденной Ломбризер. Алоис родился в маленьком городке Трун, кантон Граубюнден и до 9 лет жил там на семейной ферме. В семье Кариджет говорили на романшском — местном диалекте ретороманского языка. В 1911 году из-за экономических трудностей семья Кариджет переехала в столицу кантона Кур, где Алоис-старший нашёл работу. Кур был более крупным городом, чем Трун, и переезд произвёл гнетущее впечатление на 9-летнего Алоиса, который привык жить на лоне природы, в сельской тиши. Впоследствии он упоминал в своих мемуарах жизнь в Куре как «мрачную квартиру на первом этаже в узком переулке города».
В Куре Алоис окончил кантональную гимназию и в 1918 году поступил на обучение к художнику Мартину Рату, у которого учился рисованию и декоративно-прикладному искусству. Во время учёбы Кариджет уделял массу свободного времени рисованию сельских и городских сцен, сельскохозяйственных и домашних животных, детальных прорисовок голов и клювов птиц, а также с многочисленных карикатур на своих родственников и знакомых. Многие его рисунки выставлялись в краеведческом музее Кура. Алоис закончил учёбу в 1923 году, с высшими баллами по всем предметам.
С 1923 года А.Кариджет начал работать в качестве стажёра в рекламном агентстве Maкса Даланга в Цюрихе. Выиграв несколько конкурсов и заработав авторитет в кругах художников-дизайнеров, в 1927 году Алоис открыл в Цюрихе собственное художественное ателье со штатом шесть человек, которое регулярно получало большой объём заказов. Ателье Кариджета изготавливало многочисленные праздничные украшения, коммерческие и политические рекламные плакаты, учебные плакаты для школ, иллюстрации и карикатуры для печатных СМИ, в том числе для журналов Schweizer Spiegel и SBB-Revue. Особый успех Кариджету принесло изготовление диорамы для швейцарского павильона на Всемирной выставке 1937 года в Париже, а также разработка дизайна плакатов для швейцарской национальной выставки «Ланди», проходившей в Цюрихе в 1939 году.
В начале 1930-х годов Кариджет посетил Париж, Мюнхен, Вену и Зальцбург, где познакомился с представителями популярного в то время художественного течения Новая вещественность, это нашло отражение в двух его картинах 1935 года «Красный дом на Монмартре» (акварель) и «Дом и сад в Асконе» (картина маслом на картоне). Также на молодого художника оказал воздействие и современный ему экспрессионизм. Например, на плакатах для ежегодной национальной сельскохозяйственной ярмарки в Швейцарии в 1946 и 1952 годах Кариджет изобразил красных лошадей и зелёных коров, что получило признание художественных критиков и недоумение со стороны фермеров, на которое он ответил, что корова была зелёной потому что ела траву. Наряду с экспрессионистскими, работы Кариджета 1930-х годов отражали повседневные мотивы жизни кантона Граубюнден, а иногда и Цюриха, а также впечатления от поездок во Францию, Испанию и Лапландию.
А.Кариджет всегда проявлял живой интерес к театру, и с конца 1920-х годов занимался разработкой сценических костюмов. Художественный критик из Цюриха Рудольфа Якоб Велти привлёк Кариджета в качестве сценографа и художника по костюмам для постановки в городском театре Цюриха оперетты Ж.Оффенбаха «Прекрасная Елена», после чего Кариджет разработал дизайн ещё для трёх постановок в этом театре. В 1934 году Кариджет был одним из организаторов кабаре «Корнишон» — сатирической программы в ресторане «Zum Hirschen» в Цюрихе, которая стала одной из самых известных немецкоязычных сатирических программ во время нацистского режима в Германии и просуществовала до 1951 года. В числе артистов этого кабаре был младший брат Алоиса — Царли. А.Кариджет разработал логотип кабаре — ухмыляющийся корнишон с носом-морковкой, а с 1935 по 1946 годы разрабатывал гротескные костюмы, а также дизайн реквизита для десяти программ кабаре, включая богато украшенную шарманку, которую использовал в своих выступлениях Царли.
В мае 1939 года, А.Кариджет проводил отпуск в окрестностях родного Труна и во время прогулки обнаружил на одной из горных террас в коммуне Оберзаксен селение Платенга, где, по его собственным словам, «ощутил чувство давно потерянного рая». После этого Кариджет оставил свой бизнес в Цюрихе и с октября 1939 года поселился в Платенге в домике без электричества и водопровода. Остаток жизни Алоис пожелал посвятить искусству — ежедневно по нескольку часов проводил в горах с биноклем и писал эскизы будущих картин.
В 1943 году Алоис Кариджет женился на Берте Каролине Мюллер (1911—1980), которая в то время изучала искусствоведение в Галле. После рождения первой дочери в 1944 году, семья Кариджет приобрела участок земли недалеко от часовни в Платенге, а в 1945 году Алоис разработал проект их нового дома, который был построен в 1946 году и получил название «Im Sunnefang». В 1947 году у Алоиса и Берты в новом доме родилась вторая дочь. Чтобы дать дочерям достойное образование, семья Кариджет в 1950 году переехала в Цюрих, где Алоис снова занялся дизайном, а также продолжил писать картины.
В 1960 году А.Кариджет купил в Труне, где прошло его детство, дом, который назвал «Flutginas» («Папоротники»), и прожил в нём до своей кончины. В своей речи в Цюрихе в 1962 году, Кариджет охарактеризовал свои картины, как «искусство повествования» в век абстракции, и назвал художника Жоржа Руо «величайшим из всех», в качестве вдохновителя своего художественного подхода.
Умер в Труне 1 августа 1985 года.

## Иллюстрирование детских книг

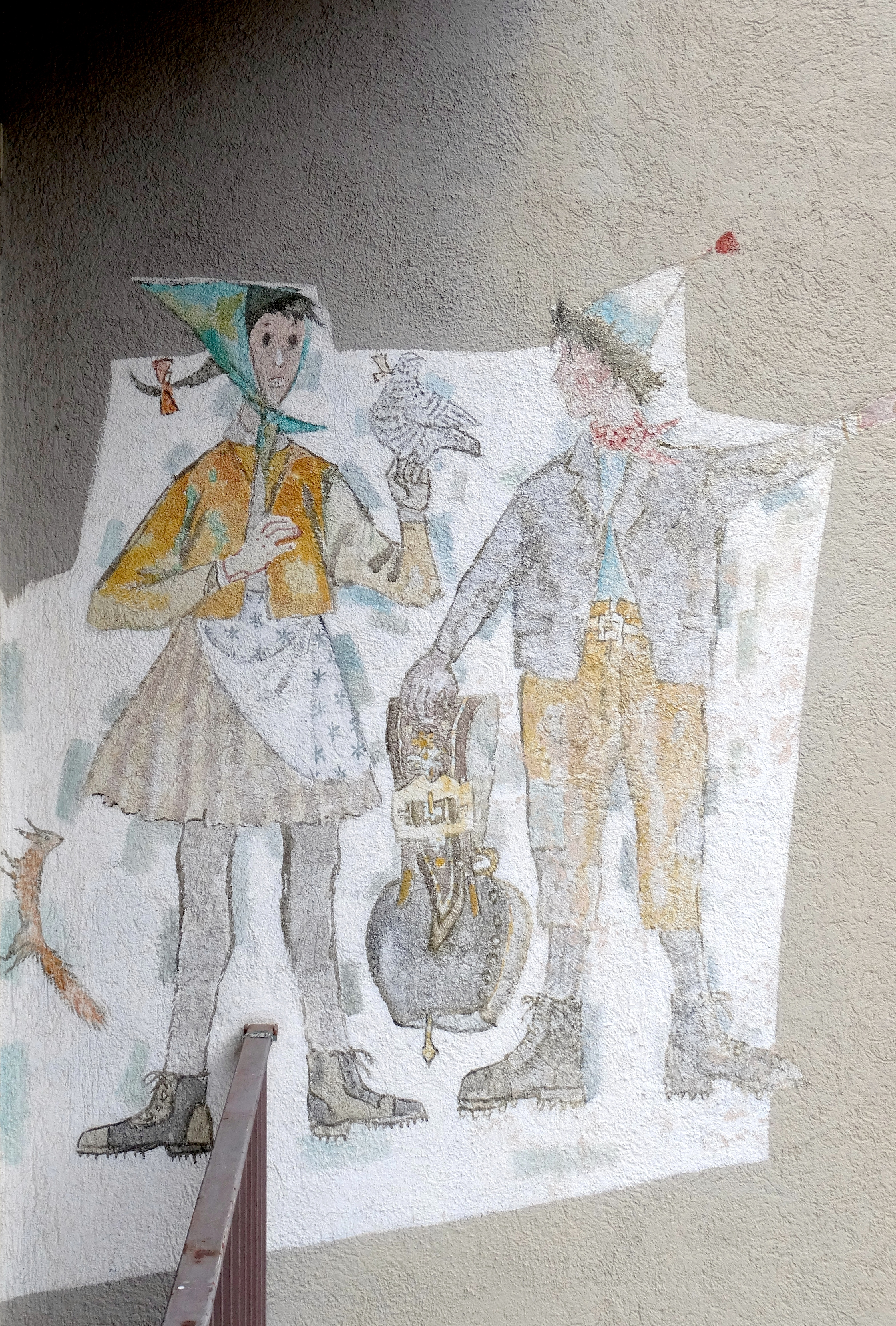
Изображения героев книг Кариджета на стене дома в деревне Ларет близ Давоса

В 1940 году писательница Селина Чёнц попросила Алоиса нарисовать иллюстрации к её книге «Звонкий Урсли» (нем. Schellen-Ursli, романш. Uorsin). После нескольких лет колебаний Кариджет согласился. Чтобы проникнуться атмосферой книг Чёнц, он провёл несколько недель, изучая планировку и архитектуру деревни Гуарды в Энгадине — родины писательницы, которая стала прообразом места жительства главного героя её книги. В октябре 1945 года книга Чёнц с иллюстрациями Кариджета, наконец, была издана на немецком языке, а в 1950 вышел перевод на английский. Сюжет книги — история мальчика из горной деревни, который поставил перед собой цель во что бы то ни стало добыть из высокогорной избушки пастуха самый большой коровий колокольчик в деревне, чтобы встать во главе традиционного шествия на празднике прощания с зимой. Книга Чёнц была переведена на десять языков, включая японский и африкаанс, суммарный тираж её изданий в мире составил примерно 1,7 миллиона экземпляров.
После оглушительного успеха первой книги об Урсли, Чёнц написала ряд сиквелов к ней, в общей сложности вышло 6 книг с иллюстрациями Кариджета, включая такие как Flurina (Flurina und das Wildvögelein. Schellen-Ursli’s Schwester) в 1952 (англ. Florina and the Wild Bird) и La naivera (Der grosse Schnee) в 1957 (англ. The Snowstorm). В 1960-х годах Кариджет написал книги Zottel, Zick und Zwerg. Eine Geschichte von drei Geissen (1965), Birnbaum, Birke, Berberitze. Eine Geschichte aus den Bündner Bergen (1967) и Maurus und Madleina. Über den Berg in die Stadt (1969), которые собственноручно проиллюстрировал. В 1966 году за книгу Zottel, Zick und Zwerg А.Кариджет был удостоен швейцарской премии детской книги.
Международный совет по детской и юношеской литературе, раз в 2 года присуждающий премию Х. К. Андерсена (часто именуемую «Малой Нобелевской» или «детской Нобелевской премией») авторам лучших книг для детей, принял решение с 1966 года ввести дополнительную номинацию для лучших художников-иллюстраторов детских книг. Первым лауреатом премии Х. К. Андерсена в этой номинации (1966) стал Алоис Кариджет.